# Lucie Jacobi
Lucie Jacobi (* 3. März 1886 in Worms; † 12. März 1968 in Gießen) war eine deutsche Lehrerin.

## Werdegang
Jacobi kam als vierte von fünf Töchtern der Eheleute Adolf († 1931) und Johanna Jacobi, geb. Klein, (1855–1942) in Worms zur Welt. Ihr Vater war Spirituosen- und Essigfabrikant, ab 1908 war er als Grundstücksmakler und Versicherungsagent tätig. Sie studierte Germanistik an der Universität Gießen und promovierte 1920 bei Otto Behaghel mit einer Arbeit über Die dramatische Behandlung des Arminiusstoffes von den Befreiungskriegen bis 1888. Danach unterrichtete sie als Studienrätin an der Höheren Mädchenschule in Offenbach. Neben Elisabeth Kredel und Irene Schopbach war sie eine der ersten drei hessischen Gymnasiallehrerinnen. Nach Machtübernahme der Nationalsozialisten wurde sie am 1. April 1933 aufgrund ihrer jüdischen Abstammung aus dem Schuldienst entlassen. 1938 emigrierte sie nach England. Ihre Mutter und ihre jüngere Schwester wurden im Konzentrationslager Auschwitz ermordet.
1947 kehrte sie nach Gießen zurück und übernahm die Leitung des Gießener Mädchenrealgymnasiums. Sie regte die Umbenennung der Schule im November 1948 in Ricarda-Huch-Schule an. 1952 wurde sie pensioniert.

## Ehrungen
- 1952: Verdienstkreuz (Steckkreuz) der Bundesrepublik Deutschland